# The Rembrandts
The Rembrandts est un groupe de musique américain célèbre pour les chansons Just the Way It Is, Baby (en) et I'll Be There for You, thème du générique de la série télévisée Friends.

## Biographie

### Genèse
Durant les années 1970, Danny Wilde (en) fait partie de The Quick, un groupe rock de Los Angeles. Mercury Records édite leur unique album, Mondo Deco, en 1976. Wilde fait la connaissance de Phil Solem, originaire du Minnesota. Ils forment Great Buildings en 1977 et sont signés deux ans plus tard par le label Columbia Records. Leur album Apart From the Crowd sort en 1981. Après leur séparation en 1982, Danny Wilde poursuit sa carrière en solo. Il réalise trois albums et son single Time Runs Wild se classe dans le Top 10. Wilde et Solem, qui sont restés en contact, se retrouvent à Los Angeles en 1989 et fondent un nouveau groupe, The Rembrandts,.

### Début de carrière
Leur premier album est enregistré dans le home studio de Danny Wilde. La chanson Just the Way It Is, Baby (en), qui en est extraite, se classe dans le Top 20 aux États-Unis en 1990. Le groupe se fait également connaître en Europe, où les ventes de leur album dépassent les 350 000 exemplaires. Untitled, leur disque suivant, sort en 1992.

### I'll Be There for You
Le producteur de télévision Kevin Bright, qui apprécie les Rembrandts, leur demande d'enregistrer le thème musical de la sitcom Friends. Wilde et Solem acceptent après avoir visionné l'épisode pilote. Le titre a été composé par Michael Skloff, le directeur musical de la série, sur des paroles de Allee Willis. Le groupe retouche les paroles et enregistre un thème de 40 secondes qui devient le générique de la série, diffusée par le réseau américain NBC à partir de septembre 1994.
Devant le succès de la sitcom, la maison de disques des Rembrandts les pousse à produire une véritable chanson, qui puisse être jouée par les radios. Le groupe enregistre alors une version de I'll Be There for You longue de trois minutes. Aux États-Unis, la chanson conserve durant huit semaines la 1re place du classement Hot 100 Airplay, qui comptabilise les passages radio. Elle se classe 17e du Billboard Hot 100 après sa sortie en single. Celui-ci atteint le Top 5 du UK Singles Chart en 1995, puis de nouveau en 1997. Le morceau figure sur le 3e album du groupe, intitulé LP, sorti en 1995. Vendu à deux millions d'exemplaires, l'album est certifié « disque de platine »,.

### Séparation et reformation
Le groupe se sépare en 1997. L'année suivante, Danny Wilde enregistre un album en solo, intitulé Spin This, qu'il est obligé de sortir sous le nom de Danny Wilde and The Rembrandts. Phil Solem joue au sein du groupe Thrush.
En 2001, Wilde et Solem travaillent de nouveau ensemble sur l'album Lost Together. Le disque est produit par John Fields.

## Style musical
Depuis le début de leur carrière, les Rembrandts s'inspirent de la Pop des années 1960, notamment des Beatles. Leurs harmonies vocales font partie de leurs marques de fabrique.
La popularité de la série Friends permet aux Rembrandts de se faire connaître d'un public beaucoup plus large. Wilde estime néanmoins que les premiers « fans » du groupe s'en sont désintéressés en raison de ce succès soudain, qui a amoindri leur crédibilité auprès du public rock (« I think we lost a lot of our original fans at that point, and many people stopped taking us seriously. »).